# Phylis Smith
Phylis J. Smith-Watt, angleška atletinja, * 29. september 1965, Birmingham, Anglija, Združeno kraljestvo.
Nastopila je na olimpijskih igrah v letih 1992 in 1996, leta 1992 je osvojila bronasto medaljo v štafeti 4×400 m in osmo v teku na 400 m. Na svetovnih prvenstvih je osvojila bronasto medaljo v štafeti 4x400 m leta 1993, kot tudi na evropskih prvenstvih leta 1994, na igrah Skupnosti narodov pa zlato medaljo leta 1994.